# Marianne Krencsey
Marianne Krencsey (Rákoscsaba, 9 de julio de 1931 – ciudad de Nueva York, 30 de marzo de 2016) fue una actriz de teatro, cine y televisión húngara.

## Vida y carrera
Nacida en Rákoscsaba, Krencsey se graduó como directora teatral, pero con el tiempo se dedicó principalmente a la interpretación como actriz gracias a su gran éxito en la película dramática Liliomfi, de Károly Makk, en 1954. También activa en teatro y televisión, en 1966 se casó con su segundo marido, se trasladó a Estados Unidos y se retiró básicamente de la actuación.
En 2008, Krencsey recibió la Cruz de Oficial de la Orden del Mérito de la República de Hungría.

## Filmografía seleccionada
- Ward 9 (1955)
- Leila and Gábor (1956)
- Summer Clouds (1957)
- The Poor Rich (1959)
- Young Noszty and Mary Toth (1960)